# پیج اسپید تولز
پیج اسپید تولز (page speed tools) ابزاری است برای تست سرعت وب سایت و سنجش بهینگی سایت شما.این سرویس توسط شرکت گوگل به صورت رایگان در اختیار کاربران ارائه شده است که برای استفاده از این سرویس کافیست به آدرس اینترنتی  https://developers.google.com/speed/pagespeed/insights/ رفته و نام دامنه سایت خود را در کادر بالای صفحه وارد کنید تا سایت شما مورد تحلیل و ارزیابی سرعت قرار گیرد.امتیاز در سه سطح خوب(Good) و متوسط(Needs Work) و ضعیف(Poor) داده می شود. لازم بذکر است پس از ارزیابی بهینه بودن سایت شما و همچنین دادن امتیاز به آن، این سرویس دلایلی را که باعث خارج شدن وب سایت از حالت بهینگی شده است را جدا کرده و برای شما نام میبرد و پیشنهاد اصلاح میدهد.